# John Macready
John Macready, britanski general, * 1887, London, Anglija, † 1957, Folkestone, Kent, Anglija.